# Per Henriksen (skibsreder)
 For alternative betydninger, se Per Henriksen. (Se også artikler, som begynder med Per Henriksen)
Per Henriksen (født 3. november 1919 i København, død 16. juli 2008 i Herlev) var en dansk skibsreder, der grundlagde rederierne Mercandia og HH-Ferries.

## Karriere
Per Henriksen påbegyndte sin skolegang på Det Kongelige Vajsenhus og blev efter eksamen ansat i en købmandsforretning i provinsen.
I sine unge år arbejdede Henriksen i forskellige virksomheder som blandt andet handlede med plasticråvarer, kemikalier, medicinalvarer samt korn- og foderstoffer og fik senere ansættelse i rederivirksomheden J.Lauritzen.
1962 kontraherede han sit første skib, M/S Mercantic ved H. C. Christensens Stålskibsværft i Marstal. 1966 grundlagde han rederiet Mercandia, som over de næste 20 år udvidede sig kraftigt, med tilgang af skibe, der for størsteparten blev bygget på skibsværftet Frederikshavn Værft (det senere Danyard). 
I en periode som strakte sig til midt i 1980'erne kontraherede Henriksen 137 oceangående lastmotorskibe, heraf er 84 skibe bygget ved Danyard.
Siden er rederiets skibe blevet afhændet og i dag (2007) koncentreres rederiets aktiviteter omkring landbaserede virksomheder.
Per Henriksen stod også bag et stort anpartscirkus, en skattefidus som mange lod sig lokke af. I 1980’erne begyndte Per Henriksen at sælge skibe på anparter. Ved anpartskøb kunne enhver trække beløbet fra i skat. Anpartskonstruktionen var således skruet sammen, at udbyderen af anparterne ikke selv kunne tabe penge, mens mange anpartshavere satte penge til. Det viste sig dog, at hvis anpartshaverne havde sat deres skattefordel i banken, og ikke brugt den til forbrug, ville ingen anpartshavere haft underskud på deres anparter.[kilde mangler]
Per Henriksen kom for retten, men Højesteret kom til den konklusion, at Per Henriksen ikke havde gjort noget ulovligt. 
I 1986 blev han slået til Ridder af Dannebrog.
Han døde efter kort tids sygdom den 16. juli 2008, 88 år gammel.